# Historia de un matrimonio
Historia de un matrimonio (título original en inglés: Marriage Story) es una película dramática estadounidense de 2019 escrita y dirigida por Noah Baumbach. La cinta está protagonizada por Scarlett Johansson y Adam Driver, acompañados por un elenco integrado por Laura Dern, Ray Liotta y Alan Alda. 
El proyecto se anunció en noviembre de 2017, y el elenco se unió ese mes. El rodaje tuvo lugar en Los Ángeles y Nueva York entre enero y abril del año siguiente. Tuvo su estreno mundial en el Festival de Cine de Venecia el 29 de agosto de 2019, y comenzó un estreno limitado en cines el 6 de noviembre de 2019, seguido de su transmisión digital el 6 de diciembre de 2019 a través de Netflix.
Marriage Story recibió elogios de la crítica, con elogios particulares por el guion y la dirección de Baumbach, así como por su relación y las actuaciones de Johansson, Driver y Dern. Fue elegido por el American Film Institute y la National Board of Review como una de las diez mejores películas de 2019. Entre otros reconocimientos, recibió seis nominaciones en los 92.° entrega de los Premios de la Academia, incluyendo Mejor película, Mejor guion original, Mejor actor (Driver) , Mejor Actriz (Johansson), y ganó el Premio de la Academia a la Mejor Actriz de Reparto (Dern). La película también recibió seis nominaciones destacadas en los 77°. Premios Globo de Oro, incluida la Mejor Película-Drama, así como cinco en la 73.° Premios de la Academia Británica de Cine.
Por su actuación, Laura Dern ganó el Premio Oscar a la Mejor Actriz de Reparto, el Premio Globo de Oro a la Mejor Actriz de Reparto, el Premio BAFTA a la Mejor Actriz de Reparto, y el Premio del Sindicato de Actores de Pantalla por la Mejor actriz de reparto.

## Sinopsis
Un director de teatro y una actriz, luchan por superar su divorcio, el cual les lleva al extremo tanto en lo personal como en lo creativo. Además de aprender a convivir para lograr una estabilidad en la vida de su pequeño hijo.

## Argumento
Charlie Barber (Adam Driver) es un exitoso director de teatro en la ciudad de Nueva York. Su compañía de teatro actualmente está produciendo una obra protagonizada por su esposa, Nicole (Scarlett Johansson), una exactriz de cine. La pareja está experimentando problemas maritales y ven a un mediador, quien sugiere que cada uno escriba lo que le gusta del otro, pero Nicole está demasiado avergonzada para leer el suyo en voz alta y deciden renunciar al asesoramiento del mediador. 
A Nicole se le ofrece un protagónico en un piloto de televisión de Los Ángeles, por lo que decide abandonar la compañía de teatro e irse a vivir temporalmente con su madre a West Hollywood, llevándose al pequeño hijo de la pareja, Henry. Charlie decide permanecer en Nueva York, ya que la obra está en proceso de mudarse a Broadway. A pesar de que la pareja acordó separarse amigablemente sin abogados de por medio, Nicole contrata a la abogada de la familia, Nora (Laura Dern). Nicole le cuenta a Nora la historia completa de su relación con Charlie y de cómo gradualmente se sintió abandonada por él y cómo su esposo rechazaba sus ideas y deseos. Nicole revela también que cree que Charlie se acostó con la directora de escena de la compañía de teatro. Cuando Charlie vuela a Los Ángeles para visitar a su familia, .....Nicole le entrega los papeles de divorcio. Charlie se encuentra con Jay Marotta (Ray Liotta), un abogado costoso y descarado que lo incita a luchar sucio, pero Charlie regresa a Nueva York sin contratarlo. Recibe una llamada de Nora, que le aconseja conseguir un abogado pronto o se arriesgará a perder la custodia de su hijo. Charlie regresa a Los Ángeles y contrata a Bert Spitz (Alan Alda), un abogado familiar retirado que favorece un enfoque civil y conciliador. 
Por consejo de Bert, Charlie alquila un departamento en Los Ángeles para estar más cerca de su familia y fortalecer su caso de custodia. Charlie desea evitar ir a la corte, por lo que Bert organiza una reunión junto a Nora y Nicole. Nora argumenta que Charlie se negó a respetar los deseos de Nicole de regresar a Los Ángeles y que Henry preferiría quedarse con su madre en vez de viajar de costa a costa. Bert aconseja en privado a Charlie que abandone su residencia en Nueva York por completo, pero un frustrado Charlie se niega y decide despedirlo. 
Charlie gana una beca MacArthur Fellowship y utiliza el primer pago para contratar a Jay por anticipo. El caso se traslada a los tribunales, donde Nora y Jay discuten agresivamente en nombre de sus clientes e intentan pintar a la otra parte de manera negativa. Nora destaca la pasada infidelidad y distancia emocional de Charlie, mientras que Jay exagera los hábitos de bebida de Nicole como alcoholismo y denuncia acciones criminales por hackear el correo electrónico de Charlie para saber si le era infiel. Mientras tanto, Charlie y Nicole siguen siendo amigables fuera de la corte y comparten tiempo con Henry, quien cada vez está más molesto con los cambios.
Desilusionada con el proceso legal, la pareja decide reunirse en privado sin abogados de por medio. Una discusión amistosa en el apartamento de Charlie se convierte en una amarga discusión; Nicole afirma que ahora él se ha fusionado completamente con su propio egoísmo, y Charlie hace un agujero en la pared y le desea la muerte. Luego, se avergüenza y se disculpa; y Nicole lo consuela. Una evaluadora experta designada supervisa a Charlie y Henry una noche y ve cómo Charlie se corta el brazo accidentalmente. Poco después, la pareja acuerda relajar sus demandas y llegar a un acuerdo igual para finalizar el divorcio, aunque Nora negocia términos ligeramente mejores para Nicole. 
Un año después, la obra de Charlie triunfa en Broadway, mientras que Nicole tiene un nuevo novio y está nominada a un Premio Emmy por dirigir un episodio de su programa. Charlie informa a Nicole que ha tomado un año de residencia en la Universidad de California y que vivirá en Los Ángeles, para estar más cerca de Henry. Más tarde, descubre que Henry lee la lista que Nicole escribió sobre las cosas que le gustaban de Charlie. Henry le pide a Charlie que se lo lea en voz alta, y Charlie lo hace, emocionado, mientras Nicole observa desde lejos. Esa noche, después de asistir a una fiesta de Halloween juntos, Nicole accede a que Henry pase la noche con Charlie, a pesar de que es su turno. Cuando Charlie camina hacia su auto con un Henry dormido, Nicole lo detiene para atarle el zapato. Él le agradece y se separan.

## Reparto
- Adam Driver como Charlie Barber.
- Scarlett Johansson como Nicole Barber.
- Azhy Robertson como Henry Barber.
- Laura Dern como Nora Fanshaw.
- Alan Alda como Bert Spitz.
- Julie Hagerty como Sandra, madre de Nicole.
- Ray Liotta como Jay Marotta.
- Merritt Wever como Cassie, hermana de Nicole.
- Wallace Shawn como Frank.
- Martha Kelly como Nancy Katz, la evaluadora.
- Mark O'Brien como Carter Mitchum.
- Mickey Sumner como Beth.
- Lucas Neff como Pablo.

## Producción
La idea de la película llegó por primera vez a Baumbach en 2016, mientras estaba en la postproducción de The Meyerowitz Stories. Comenzó a investigar sobre el tema y se reunió con su tres veces colaborador Adam Driver para discutir el papel. En noviembre de 2017, se anunció que Driver, Scarlett Johansson, Laura Dern, Merritt Wever y Azhy Robertson se habían unido al elenco de la película. David Heyman produjo la cinta a través de su compañía productora, Heyday Films, y Netflix acordó producir y distribuir la película. En marzo de 2018, Kyle Bornheimer se unió al elenco de la película. En junio de 2018, se anunció que Ray Liotta se había unido a la película.
La fotografía principal comenzó el 15 de enero de 2018 y duró 47 días, hasta abril de 2018, y tuvo lugar en la ciudad de Nueva York y Los Ángeles.
Hablando de escribir la película después de su divorcio, de la actriz Jennifer Jason Leigh, así como del divorcio de sus padres (que sirvió de inspiración para su película anterior The Squid and the Whale), Baumbach dijo:

"Tengo una conexión real con el material...[pero] también estaba en un momento de mi vida donde muchos de mis amigos se estaban divorciando. Lo vi como una oportunidad para hacer algo más expansivo, así que hice mucho de investigación. Entrevisté a muchos de mis amigos y amigos de amigos, y luego también a abogados, jueces, mediadores".

Después del lanzamiento de la película, Baumbach dijo: 

"Le mostré [a Leigh] el guión y luego le mostré la película hace un rato. A ella le gusta mucho".

## Lanzamiento
Historia de un matrimonio tuvo su estreno mundial en el Festival de Cine de Venecia, el 29 de agosto de 2019. También se proyectó en el Festival de Cine de Telluride, el 31 de agosto de 2019, y en el Festival Internacional de Cine de Toronto, el 8 de septiembre de 2019, donde fue el segundo finalista del Premio People's Choice. También sirvió como pieza central de selección en el Festival de Cine de Nueva York, el 4 de octubre de 2019, y el Festival de Cine de Londres, el 6 de octubre de 2019. Fue estrenada de forma limitada en cines el 6 de noviembre de 2019, antes de lanzarse en Netflix el 6 de diciembre de 2019.
La película será lanzada en Blu-ray y DVD por The Criterion Collection en 2020.

## Recepción

### Recaudación
Aunque Netflix no revela públicamente los ingresos brutos teatrales de sus películas, IndieWire estimó que Marriage Story recaudó alrededor de $160,000 de cinco salas en su primer fin de semana (y un total de $200,000 durante los primeros cinco días). El sitio escribió que "normalmente, estos números (estimados) serían decepcionantes", pero "dado los teatros y los asientos más limitados, así como la conciencia del inminente acceso a la transmisión dentro del mes", fue suficiente para Netflix. Estando en 16 teatros el siguiente fin de semana, la película ganó un estimado de $140,000, y luego $ 340,000 de 85 teatros en su tercera. Al expandirse a 130 salas de cine en su cuarto fin de semana de estreno, la película ganó $360,000, para un total de un mes de $1.2 millones. El siguiente fin de semana, a pesar de ser lanzado digitalmente en Netflix a partir del viernes, la película obtuvo un estimado de $300,000 de 120 salas de cine, y luego $120,000 de 80 salas de cine la semana siguiente. 
 Marriage Story  recaudó aproximadamente $2 millones en Norteamérica y $323,382 en otros territorios, para un total mundial de $2.3 millones.

### Críticas
En el sitio web de agregación de reseñas Rotten Tomatoes, la película tiene una calificación de aprobación del 95% basada en 347 reseñas, con una calificación promedio de 8.82/10. El consenso de críticos del sitio web dice: "Observando una unión astillada con compasión y gracia expansiva, Marriage Story actuó con poder entre las mejores obras del escritor y director Noah Baumbach". En Metacritic, tiene un puntaje promedio ponderado de 94 de 100, basado en 53 críticos, indicando "aclamación universal".
Owen Gleiberman de Variety escribió: "Al mismo tiempo divertido, escaldante y conmovedor, construido en torno a dos actuaciones de bravura de increíble nitidez y humanidad, es el trabajo de un gran artista de cine, uno que muestra que puede capturar la vida en todos sus detalles emocionales y complejidad - y, en el proceso, haga una declaración penetrante sobre cómo funciona nuestra sociedad ahora ".
Alonso Duralde de TheWrap elogió las actuaciones y el guion de Baumbach, diciendo: "Uno se pregunta si Baumbach dejó referencias a Kramer vs. Kramer o Two for the Road en el piso de la sala de corte, pero de cualquier manera, Marriage Story es una película que merece ser mencionada en su compañía. Es devastadora, esencial y está destinada a ser recordada mucho después de que termine este ciclo de premios ".

### Premios y nominaciones
Premios Óscar 
| Categoría               | Nominados                    | Resultado |
| ----------------------- | ---------------------------- | --------- |
| Mejor película          | Noah Baumbach y David Heyman | Nominados |
| Mejor actor             | Adam Driver                  | Nominado  |
| Mejor actriz            | Scarlett Johansson           | Nominada  |
| Mejor actriz de reparto | Laura Dern                   | Ganadora  |
| Mejor guion             | Noah Baumbach                | Nominado  |
| Mejor banda sonora      | Randy Newman                 | Nominado  |

Globos de Oro
| Categoría               | Nominados                 | Resultado |
| ----------------------- | ------------------------- | --------- |
| Mejor película - Drama  | Historia de un matrimonio | Nominado  |
| Mejor actor - Drama     | Adam Driver               | Nominado  |
| Mejor actriz - Drama    | Scarlett Johansson        | Nominado  |
| Mejor actriz de reparto | Laura Dern                | Ganador   |
| Mejor guion             | Noah Baumbach             | Nominado  |
| Mejor banda sonora      | Randy Newman              | Nominado  |